# 溪南溪
溪南溪，也称感化溪，位于中华人民共和国福建省西南部的一条河流，是九龙江北溪段左岸支流，发源于漳平市东北部吾祠乡彭溪村戴云山脉九仙峰西麓，东北流至厚德村合溪坪转东南流，至大田县谢洋乡仕福村炼州坂转西南流，过溪底自然村后复入漳平市境内，经象湖镇和溪南镇，于芦芝镇圆潭村（华口营）以南汇入九龙江北溪河段。河长67千米，流域面积655平方千米，河道平均比降5.8‰，年均径流量5.36亿立方米。